# NGC 7569
NGC 7569 é uma galáxia espiral (S0/P) localizada na direcção da constelação de Pegasus. Possui uma declinação de +08° 54' 24" e uma ascensão recta de 23 horas, 16 minutos e 44,5 segundos.
A galáxia NGC 7569 foi descoberta em 6 de Setembro de 1886 por Lewis A. Swift.